# Megalomus carpenteri
Megalomus carpenteri là một loài côn trùng trong họ Hemerobiidae thuộc bộ Neuroptera. Loài này được Penny et al. miêu tả năm 1997.